# Альпійсько-адріатичний університет
Університет Клагенфурта (офіційна назва — Альпійсько-адріатичний університет) — австрійський вищий державний навчальний заклад та дослідницький центр у Каринтії. Головний корпус знаходиться в Клагенфурті з відділами в найбільших містах Австрії: Відні та Граці. Університет був заснований у 1970 році.

## Факультети та інститути

### Факультет гуманітарних наук
- Інститут англістики та американістики
- Інститут освіти та розвитку людство
- Інститут німецьких досліджень
- Інститут дидактики німецької мови
- Інститут медіа та комунікаційних досліджень
- Інститут історії
- Інститут філософії
- Інститут психології
- Інститут романістики
- Інститут славістики

### Факультет менеджменту та економіки
- Інститут географії та регіональних досліджень
- Інститут фінансового менеджменту
- Інститут правових досліджень
- Інститут соціології
- Інститут керування бізнесом
- Інститут економіки
- Інститут іноваційного менеджмента та підприємництва
- Інститут державного керування бізнесом
- Інститут виробництва, логістики та керування навколишнім середовищем

### Факультет технологій
- Інститут прикладної інформатики
- Інститут інформаційних систем
- Інститут інформаційних технологій
- Інститут інтелектуальних систем та технологій
- Інститут математики
- Інститут статистики
- Інститут мережевих і вбудованих систем

### Факультет міждисциплінарних досліджень
- Інститут досліднецьких втручань та культурної стійкості
- Інститут соціальної екології
- Інститут науково-технічних досліджень
- Інститут наукових комунікацій
- Інститут паліативної допомоги та організаційної етики
- Інститут організаційного розвитку та групової динаміки
- Центр досліджень проблем миру і виховання в дусі миру